# Chemeketas
Chemeketas / “place of rest,”/ jedno od manjih plemena ili skupina Kalapooian Indijanaca koji su živjeli na mjestu gdje se danas nalazi grad Salem u Oregonu, okrug Marion. Oni i susjedno maleno pleme Chemawa pripadali su široj skupini Calapooya ili Santiam. Metodistički misionari predvođeni Jason Leejem ovamo dolaze 1840., i tu će kasnije niknuti grad koji će svoje ime dobiti prevođenjem riječi chemeketa (“place of rest,”) na biblijski naziv Salem (od hebrejskog shalom, “mir”).